# カシス・ソーダ
カシス・ソーダ (Cassis and Soda) は、リキュールベースのコールドタイプのロングドリンク。

## 材料
- クレーム・ド・カシス - 45ml
- ソーダ - 適量

## 作り方
1. タンブラーに氷とクレーム・ド・カシス、ソーダを入れ、軽くステアする。
2. お好みでスライス・レモンを添える。